# Studentsche t-Verteilung

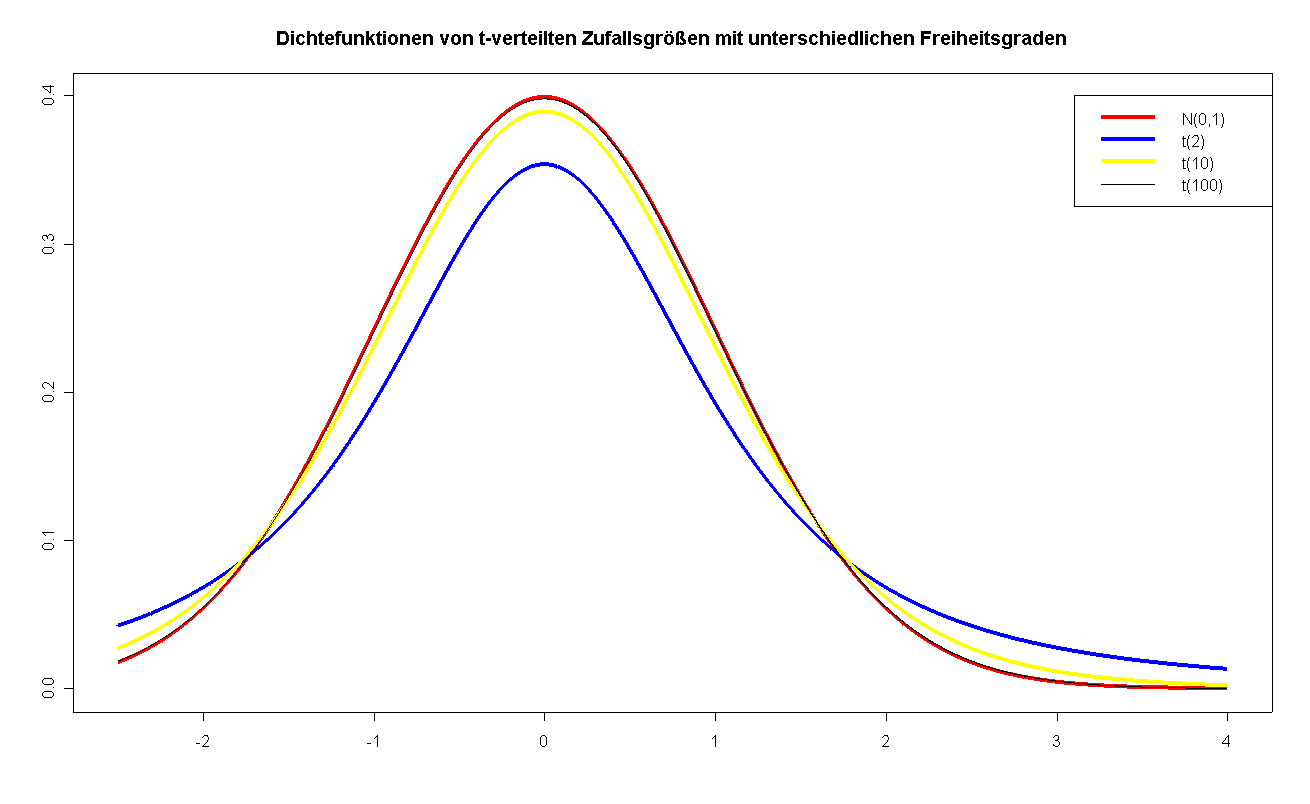
Dichten von -verteilten Zufallsgrößen

Die studentsche t-Verteilung (auch Student-t-Verteilung oder kurz t-Verteilung) ist eine Wahrscheinlichkeitsverteilung, die 1908 von William Sealy Gosset entwickelt und nach seinem Pseudonym Student benannt wurde.
Gosset hatte festgestellt, dass die standardisierte Schätzfunktion des Stichproben-Mittelwerts normalverteilter Daten nicht mehr normalverteilt, sondern {\displaystyle t}-verteilt ist, wenn die zur Standardisierung des Mittelwerts benötigte Varianz des Merkmals unbekannt ist und mit der Stichprobenvarianz geschätzt werden muss. Seine {\displaystyle t}-Verteilung erlaubt – insbesondere für kleine Stichprobenumfänge – die Berechnung der Verteilung der Differenz vom Mittelwert der Stichprobe zum wahren Mittelwert der Grundgesamtheit.
Die {\displaystyle t}-Werte hängen vom Signifikanzniveau sowie von der Stichprobengröße {\displaystyle n} ab und bestimmen das Vertrauensintervall und damit die Aussagekraft der Schätzung des Mittelwertes. Die {\displaystyle t}-Verteilung wird mit wachsendem {\displaystyle n} schmaler und geht für {\displaystyle n\to \infty } in die Standardnormalverteilung über (siehe Grafik rechts). Hypothesentests, bei denen die {\displaystyle t}-Verteilung Verwendung findet, bezeichnet man als t-Tests.
Die Herleitung wurde erstmals 1908 veröffentlicht, als Gosset in der Dubliner Guinness-Brauerei arbeitete. Da sein Arbeitgeber die Veröffentlichung nicht gestattete, veröffentlichte Gosset sie unter dem Pseudonym Student. Der t-Faktor und die zugehörige Theorie wurden erst durch die Arbeiten von R. A. Fisher belegt, der die Verteilung Student’s distribution (Student'sche Verteilung) nannte.
Die {\displaystyle t}-Verteilung kommt allerdings auch schon in früheren Publikationen anderer Autoren vor. Zuerst wurde sie 1876 von Jacob Lüroth als A-posteriori-Verteilung bei der Behandlung eines Problems der Ausgleichsrechnung hergeleitet, 1883 in einem ähnlichen Zusammenhang von Edgeworth.

## Definition
Eine stetige Zufallsvariable {\displaystyle X} genügt der studentschen {\displaystyle t}-Verteilung mit {\displaystyle n>0} Freiheitsgraden,
wenn sie die Wahrscheinlichkeitsdichte
{\displaystyle f_{n}(x)={\frac {\Gamma \left({\frac {n+1}{2}}\right)}{{\sqrt {n\pi }}~\Gamma \left({\frac {n}{2}}\right)}}\left(1+{\frac {x^{2}}{n}}\right)^{-{\frac {n+1}{2}}}\quad \mathrm {f{\ddot {u}}r} \quad -\infty <x<+\infty }
besitzt. Dabei ist
{\displaystyle \Gamma (x)=\int \limits _{0}^{+\infty }t^{x-1}e^{-t}\operatorname {d} t}
die Gammafunktion. Für natürliche Zahlen {\displaystyle n} gilt insbesondere (hierbei bezeichnet {\displaystyle n!} die Fakultät von {\displaystyle n})
{\displaystyle \Gamma (n+1)=n!,\quad \Gamma \left(n+{\tfrac {1}{2}}\right)={\frac {(2n)!}{n!\,4^{n}}}\,{\sqrt {\pi }}.}
Alternativ lässt sich die {\displaystyle t}-Verteilung mit {\displaystyle n} Freiheitsgraden auch definieren als die Verteilung der Größe
{\displaystyle t_{n}\equiv {\frac {Z}{\sqrt {\chi _{n}^{2}/n}}}},
wobei {\displaystyle Z} eine standardnormalverteilte Zufallsvariable und {\displaystyle \chi _{n}^{2}} eine von {\displaystyle Z} unabhängige Chi-Quadrat-verteilte Zufallsvariable mit {\displaystyle n} Freiheitsgraden ist.

## Verteilung
Die Verteilungsfunktion lässt sich geschlossen ausdrücken als
{\displaystyle F_{n}(t)=I\left({\frac {t+{\sqrt {t^{2}+n}}}{2{\sqrt {t^{2}+n}}}},{\frac {n}{2}},{\frac {n}{2}}\right)}
oder als
{\displaystyle F_{n}(t)={\frac {1}{2}}\left(1+{\frac {t}{|t|}}I\left({\frac {t^{2}}{t^{2}+n}},{\frac {1}{2}},{\frac {n}{2}}\right)\right)}
mit
{\displaystyle I(z,a,b)={\frac {1}{B(a,b)}}\int _{0}^{z}t^{a-1}(1-t)^{b-1}\mathrm {d} t,}
wobei {\displaystyle B} die Betafunktion darstellt.
{\displaystyle F_{n}(t)} berechnet die Wahrscheinlichkeit dafür, dass eine gemäß {\displaystyle f_{n}(x)} verteilte Zufallsvariable {\displaystyle X} einen Wert kleiner oder gleich {\displaystyle t} erhält.

## Eigenschaften
Es sei {\displaystyle X} eine {\displaystyle t}-verteilte Zufallsvariable mit {\displaystyle n} Freiheitsgraden und Dichte {\displaystyle f_{n}(x)}.

### Wendepunkte
Die Dichte besitzt Wendepunkte bei
{\displaystyle x=\pm \,{\sqrt {\frac {n}{n+2}}}.}

### Median
Der Median ist
{\displaystyle {\tilde {x}}=0.}

### Modus
Der Modus ergibt sich zu
{\displaystyle x_{D}=0.}

### Symmetrie
Die Studentsche {\displaystyle t}-Verteilung ist symmetrisch um die 0.

### Erwartungswert
Für den Erwartungswert erhält man für {\displaystyle n>1}
{\displaystyle \operatorname {E} (X)=0.}
Der Erwartungswert für {\displaystyle n=1} existiert nicht.

### Varianz
Die Varianz ergibt sich für {\displaystyle n>2} zu
{\displaystyle \operatorname {Var} (X)={\frac {n}{n-2}}.}

### Schiefe
Die Schiefe ist für {\displaystyle n>3}
{\displaystyle \operatorname {v} (X)=0.}

### Wölbungen
Für die Kurtosis-Wölbung {\displaystyle \beta _{2}} und die Exzess-Wölbung {\displaystyle \gamma _{2}} erhält man für {\displaystyle n>4}
{\displaystyle \operatorname {\beta _{2}} (X)={\frac {\mu _{4}}{\mu _{2}^{2}}}={\frac {3n-6}{n-4}},\qquad \operatorname {\gamma _{2}} (X)={\frac {\mu _{4}}{\mu _{2}^{2}}}-3={\frac {6}{n-4}}.}

### Momente
Für die {\displaystyle k}-ten Momente {\displaystyle m_{k}=\operatorname {E} (X^{k})} und die {\displaystyle k}-ten zentralen Momente {\displaystyle \mu _{k}=\operatorname {E} ([X-\operatorname {E} (X)]^{k})} gilt:
{\displaystyle m_{k}=\mu _{k}=0,{\text{ falls }}n>k{\text{ und }}k{\text{ ungerade}}}
{\displaystyle m_{k}=\mu _{k}=n^{k/2}\cdot {\frac {1\cdot 3\cdot 5\cdot 7\dotsm (k-1)}{(n-2)\cdot (n-4)\cdot (n-6)\dotsm (n-k)}},{\text{ falls }}n>k{\text{ und }}k{\text{ gerade}}}

### Beziehung zur Betaverteilung
Das Integral
{\displaystyle \int _{0}^{z}t^{a-1}(1-t)^{b-1}\mathrm {d} t}
ist die unvollständige Betafunktion
{\displaystyle B(z;a,b),}
wobei
{\displaystyle B(a,b)=B(1;a,b)} den Zusammenhang zur vollständigen Betafunktion herstellt. Dann ist für {\displaystyle t>0}
{\displaystyle F_{n}(t)={\tfrac {1}{2}}+{\tfrac {1}{2}}I(z,{\tfrac {1}{2}},{\tfrac {n}{2}})={\tfrac {1}{2}}+{\tfrac {1}{2}}{\frac {B(z_{t};{\tfrac {1}{2}},{\tfrac {n}{2}})}{B(1;{\tfrac {1}{2}},{\tfrac {n}{2}})}}}
mit
{\displaystyle z_{t}={\frac {t^{2}}{t^{2}+n}}.}
Wenn t gegen unendlich geht, strebt {\displaystyle z_{t}} gegen 1. Im Grenzfall steht im Zähler und Nenner obigen Bruches also dasselbe, das heißt, man erhält:
{\displaystyle F_{n}(t)={\tfrac {1}{2}}+{\tfrac {1}{2}}I(z_{t},{\tfrac {1}{2}},{\tfrac {n}{2}})\rightarrow {\tfrac {1}{2}}+{\tfrac {1}{2}}=1}

## Nichtzentralet-Verteilung
Die Größe
{\displaystyle {\frac {Z+\delta }{\sqrt {\chi _{n}^{2}/n}}}}
mit {\displaystyle Z\sim {\mathcal {N}}(0,1)} und {\displaystyle \delta } als Nichtzentralitätsparameter folgt der sogenannten nichtzentralen {\displaystyle t}-Verteilung. Diese Verteilung wird vor allem zur Bestimmung des β-Fehlers bei Hypothesentests mit {\displaystyle t}-verteilter Prüfgröße verwendet. Ihre Wahrscheinlichkeitsdichte lautet:
{\displaystyle f(x)={\frac {n^{n/2}n!e^{-\delta ^{2}/2}}{2^{n}\Gamma \left(n/2\right)(x^{2}+n)^{(n+1)/2}}}\left({\frac {{\sqrt {2}}\delta x}{\sqrt {x^{2}+n}}}{\frac {_{1}{\mathcal {F}}_{1}\left(n/2+1,3/2,{\frac {(\delta x)^{2}}{2(x^{2}+n)}}\right)}{\Gamma \left((n+1)/2\right)}}+{\frac {_{1}{\mathcal {F}}_{1}\left((n+1)/2,1/2,{\frac {(\delta x)^{2}}{2(x^{2}+n)}}\right)}{\Gamma \left(n/2+1\right)}}\right)}

Einige Dichten von nichtzentralen -Verteilungen

Die Klammer mit der Summe hypergeometrischer Funktionen lässt sich noch etwas einfacher schreiben, sodass ein kürzerer alternativer Ausdruck für die Dichte entsteht:
{\displaystyle f(x)={\frac {2^{n}n^{n/2+1}\Gamma \left((n+1)/2\right)}{\pi (x^{2}+n)^{(n+1)/2}}}e^{-\delta ^{2}/2}H_{-n-1}\left(-{\frac {\delta x}{{\sqrt {2}}{\sqrt {x^{2}+n}}}}\right),}
wobei {\displaystyle H_{-n-1}\left(z\right)} ein Hermitesches Polynom mit negativem Index darstellt mit {\displaystyle H_{-n-1}\left(0\right)={\frac {\sqrt {\pi }}{2^{n+1}\Gamma \left(n/2+1\right)}}}.
Der Erwartungswert liegt für {\displaystyle n>1} bei
{\displaystyle {\frac {\delta {\sqrt {n}}\Gamma \left((n-1)/2\right)}{{\sqrt {2}}\Gamma \left(n/2\right)}}}
und die Varianz (für {\displaystyle n>2}) bei
{\displaystyle {\frac {(1+\delta ^{2})n}{n-2}}-{\frac {\delta ^{2}n\Gamma \left((n-1)/2\right)^{2}}{2\Gamma \left(n/2\right)^{2}}}.}
Mit {\displaystyle \delta =0} erhält man die Kennwerte der zentralen {\displaystyle t}-Verteilung.

## Beziehung zu anderen Verteilungen

### Beziehung zur Cauchy-Verteilung
Für {\displaystyle n=1} und mit {\displaystyle \Gamma (1/2)={\sqrt {\pi }}} ergibt sich die Cauchy-Verteilung als Spezialfall aus der Studentschen {\displaystyle t}-Verteilung.

### Beziehung zur Chi-Quadrat-Verteilung und Standardnormalverteilung
Die {\displaystyle t}-Verteilung beschreibt die Verteilung eines Ausdruckes
{\displaystyle t_{n}\equiv {\frac {{\mathcal {N}}(0,1)}{\sqrt {\frac {\chi _{n}^{2}}{n}}}},}
wobei {\displaystyle {\mathcal {N}}(0,1)} eine standardnormalverteilte und {\displaystyle \chi _{n}^{2}} eine Chi-Quadrat-verteilte Zufallsvariable mit {\displaystyle n} Freiheitsgraden bedeutet. Die Zählervariable muss unabhängig von der Nennervariable sein. Die Dichtefunktion der {\displaystyle t}-Verteilung ist dann symmetrisch bezüglich ihres Erwartungswertes {\displaystyle 0}. Die Werte der Verteilungsfunktion liegen in der Regel tabelliert vor.

### Verteilung mit schweren Rändern
Die Verteilung gehört zu den Verteilungen mit schweren Rändern.

### Näherung durch die Normalverteilung
Mit steigender Zahl von Freiheitsgraden kann man die Verteilungswerte der {\displaystyle t}-Verteilung mit Hilfe der Normalverteilung annähern. Als Faustregel gilt, dass ab 30 Freiheitsgraden die {\displaystyle t}-Verteilungsfunktion durch die Normalverteilung approximiert werden kann.

## Verwendung in der mathematischen Statistik
Verschiedene Schätzfunktionen sind {\displaystyle t}-verteilt.
Wenn die unabhängigen Zufallsvariablen {\displaystyle X_{1},X_{2},\dotsc ,X_{n}} identisch normalverteilt sind mit Erwartungswert {\displaystyle \mu } und Standardabweichung {\displaystyle \sigma }, kann bewiesen werden, dass der Stichprobenmittelwert
{\displaystyle {\overline {X}}={\frac {1}{n}}\sum _{i=1}^{n}X_{i}}
und die Stichprobenvarianz
{\displaystyle S^{2}={\frac {1}{n-1}}\sum _{i=1}^{n}(X_{i}-{\overline {X}})^{2}}
stochastisch unabhängig sind.
Weil die Zufallsgröße {\displaystyle {\tfrac {{\overline {X}}-\mu }{\sigma /{\sqrt {n}}}}} eine Standardnormalverteilung hat und {\displaystyle (n-1)\,S^{2}/\sigma ^{2}} einer Chi-Quadrat-Verteilung mit {\displaystyle n-1} Freiheitsgraden folgt, ergibt sich, dass die Größe
{\displaystyle t_{n-1}={\frac {{\overline {X}}-\mu }{S/{\sqrt {n}}}}={\frac {{\overline {X}}-\mu }{S/{\sqrt {n}}}}\cdot {\frac {\sigma }{\sigma }}={\frac {{\overline {X}}-\mu }{\sigma /{\sqrt {n}}}}\cdot {\frac {\sigma }{S}}={\frac {{\overline {X}}-\mu }{\sigma /{\sqrt {n}}}}/\left({\frac {S}{\sigma }}\right)={\frac {{\overline {X}}-\mu }{\sigma /{\sqrt {n}}}}/{\sqrt {\chi _{n-1}^{2}/(n-1)}}}
nach Definition {\displaystyle t}-verteilt ist mit {\displaystyle n-1} Freiheitsgraden.
Also ist der Abstand des gemessenen Mittelwertes vom Mittelwert der Grundgesamtheit verteilt wie {\displaystyle t_{n-1}S/{\sqrt {n}}}. Damit berechnet man dann das 95-%-Konfidenzintervall für den Mittelwert {\displaystyle \mu } zu
{\displaystyle {\overline {x}}-t\cdot S/{\sqrt {n}}\leq \mu \leq {\overline {x}}+t\cdot S/{\sqrt {n}},}
wobei der Wert für {\displaystyle t} implizit durch {\displaystyle F_{n-1}(t)=0{,}975} bestimmt ist, wobei {\displaystyle F_{n-1}} die Verteilungsfunktion einer Zufallsvariablen bezeichnet, die {\displaystyle t}-verteilt ist mit {\displaystyle n-1} Freiheitsgraden ist. Dieses Intervall ist für {\displaystyle n<\infty } etwas größer als dasjenige, welches sich mit bekanntem {\displaystyle \sigma } aus der Verteilungsfunktion der Normalverteilung bei gleichem Konfidenzniveau ergeben hätte {\displaystyle \left(\mu \in \left[{\overline {x}}\pm 1{,}96\cdot {\tfrac {\sigma }{\sqrt {n}}}\right]\right)}.

## Herleitung der Dichte
Die Wahrscheinlichkeitsdichte der {\displaystyle t}-Verteilung lässt sich herleiten aus der gemeinsamen Dichte der beiden unabhängigen Zufallsvariablen {\displaystyle Z} und {\displaystyle \chi _{n}^{2}}, die standardnormal beziehungsweise Chi-Quadrat-verteilt sind:
{\displaystyle f_{Z,\chi _{n}^{2}}(z,y)={\frac {e^{-{\frac {1}{2}}z^{2}}}{\sqrt {2\pi }}}\cdot {\frac {y^{{\frac {n}{2}}-1}e^{-{\frac {1}{2}}y}}{2^{\frac {n}{2}}\Gamma ({\frac {n}{2}})}}}
Mit der Transformation
{\displaystyle t=z/{\sqrt {y/n}},v=y}
bekommt man die gemeinsame Dichte von {\displaystyle T=Z/{\sqrt {\chi _{n}^{2}/n}}} und {\displaystyle \chi _{n}^{2}}, wobei {\displaystyle -\infty <t<\infty } und {\displaystyle 0\leq v<\infty }.
Die Jacobideterminante dieser Transformation ist:
{\displaystyle \det {\frac {\partial (z,y)}{\partial (t,v)}}={\begin{vmatrix}{\sqrt {\frac {v}{n}}}&0\\\Diamond &1\end{vmatrix}}={\sqrt {\frac {v}{n}}}}
Der Wert {\displaystyle \Diamond } ist unwichtig, weil er bei der Berechnung der Determinante mit 0 multipliziert wird. Die neue Dichtefunktion schreibt sich also
{\displaystyle f_{T,\chi _{n}^{2}}(t,v)={\frac {e^{-{\frac {1}{2}}v{\frac {t^{2}}{n}}}}{\sqrt {2\pi }}}\cdot {\frac {1}{2^{\frac {n}{2}}\Gamma ({\frac {n}{2}})}}v^{{\frac {n}{2}}-1}e^{-{\frac {1}{2}}v}\cdot {\sqrt {\frac {v}{n}}}.}
Gesucht ist nun die Randverteilung {\displaystyle f_{n}(t)} als Integral über die nicht interessierende Variable {\displaystyle v}:
{\displaystyle f_{n}(t)=\int \limits _{0}^{\infty }f_{T,\chi _{n}^{2}}(t,v)\,dv={\frac {1}{{\sqrt {n\pi }}\,2^{(n+1)/2}\Gamma (n/2)}}\int \limits _{0}^{\infty }v^{(n-1)/2}e^{-v(1+t^{2}/n)/2}\,dv={\frac {\Gamma \left({\frac {n+1}{2}}\right)}{{\sqrt {n\pi }}\Gamma \left({\frac {n}{2}}\right)}}\left(1+{\frac {t^{2}}{n}}\right)^{-{\frac {n+1}{2}}}}

## Ausgewählte Quantile dert-Verteilung
Tabelliert sind {\displaystyle t}-Werte für verschiedene Freiheitsgrade {\displaystyle n} und gebräuchliche Wahrscheinlichkeiten {\displaystyle P} (0,75 bis 0,999), wofür gilt:
{\displaystyle P_{\text{einseitig}}=F_{n}(t)=P(T_{n}\leq t)}
Aufgrund der Spiegelsymmetrie der Dichte braucht man für den Fall des beidseitig symmetrisch begrenzten Intervalls nur die Wahrscheinlichkeitsskala anzupassen. Dabei verringern sich die Wahrscheinlichkeiten bei gleichem {\displaystyle t}, denn das Integrationsintervall wird durch Wegschneiden des Bereichs von {\displaystyle -\infty } bis {\displaystyle -t} reduziert:
{\displaystyle P_{\text{zweiseitig}}=F_{n}(t)-F_{n}(-t)=P(-t<T_{n}\leq t)=2P_{\text{einseitig}}-1}
Werden bei einer Stichprobe {\displaystyle N} Beobachtungen durchgeführt und aus der Stichprobe {\displaystyle m} Parameter geschätzt, so ist {\displaystyle n=N-m} die Anzahl der Freiheitsgrade.
Zu der Anzahl von Freiheitsgraden {\displaystyle n} in der ersten Spalte und dem Signifikanzniveau {\displaystyle \alpha } (dargestellt als {\displaystyle 1-\alpha } in der zweiten Zeile) wird in jeder Zelle der folgenden Tabelle der Wert des (einseitigen) Quantils {\displaystyle t_{n,\alpha }}, entsprechend DIN 1319-3, angegeben. Dies erfüllt für die Dichte {\displaystyle f_{n}} der {\displaystyle t_{n}}-Verteilung die folgenden Gleichungen:
Einseitig: {\displaystyle \int _{-\infty }^{t_{n,\alpha }}f_{n}(x)\,\mathrm {d} x=1-\alpha }
Zweiseitig: {\displaystyle \int _{-t_{n,\alpha /2}}^{t_{n,\alpha /2}}f_{n}(x)\,\mathrm {d} x=1-\alpha }
Also findet man beispielsweise mit {\displaystyle n=4} und {\displaystyle \alpha =0{,}05} die {\displaystyle t}-Werte von 2,776 (zweiseitig) oder 2,132 (einseitig).
Die Quantilfunktion der {\displaystyle t}-Verteilung {\displaystyle x_{p}} ist die Lösung der Gleichung {\displaystyle p=F(x_{p}|m,\,n)} und damit prinzipiell über die Umkehrfunktion zu berechnen. Konkret gilt hier
{\displaystyle x_{p}={\frac {{\sqrt {n}}\left(2I^{-1}(p,{\frac {n}{2}},{\frac {n}{2}})-1\right)}{2{\sqrt {\left(1-I^{-1}(p,{\frac {n}{2}},{\frac {n}{2}})\right)\cdot I^{-1}(p,{\frac {n}{2}},{\frac {n}{2}})}}}}}
mit {\displaystyle I^{-1}} als Inverse der regularisierten unvollständigen Betafunktion. Dieser Wert {\displaystyle x_{p}} ist in der Quantiltabelle unter den Koordinaten p und n eingetragen.
Für wenige Werte {\displaystyle n} (1,2,4) vereinfacht sich die Quantilfunktion:
{\displaystyle n=1:x_{p}=\operatorname {tan} (\pi (p-1/2))}
{\displaystyle n=2:x_{p}=(p-1/2){\sqrt {\frac {2}{p(1-p)}}}}
{\displaystyle n=4:x_{p}={\sqrt {{\frac {2\cos \left({\frac {1}{3}}\arccos \left(2{\sqrt {p(1-p)}}\,\right)\right)}{\sqrt {p(1-p)}}}-4}}}

### Tabelle einigert-Quantile
| Anzahl Freiheitsgrade n | P für zweiseitigen Vertrauensbereich | P für zweiseitigen Vertrauensbereich | P für zweiseitigen Vertrauensbereich | P für zweiseitigen Vertrauensbereich | P für zweiseitigen Vertrauensbereich | P für zweiseitigen Vertrauensbereich | P für zweiseitigen Vertrauensbereich | P für zweiseitigen Vertrauensbereich |
| Anzahl Freiheitsgrade n | 0,5                                  | 0,75                                 | 0,8                                  | 0,9                                  | 0,95                                 | 0,98                                 | 0,99                                 | 0,998                                |
| Anzahl Freiheitsgrade n | P für einseitigen Vertrauensbereich  | P für einseitigen Vertrauensbereich  | P für einseitigen Vertrauensbereich  | P für einseitigen Vertrauensbereich  | P für einseitigen Vertrauensbereich  | P für einseitigen Vertrauensbereich  | P für einseitigen Vertrauensbereich  | P für einseitigen Vertrauensbereich  |
| Anzahl Freiheitsgrade n | 0,75                                 | 0,875                                | 0,90                                 | 0,95                                 | 0,975                                | 0,99                                 | 0,995                                | 0,999                                |
| ----------------------- | ------------------------------------ | ------------------------------------ | ------------------------------------ | ------------------------------------ | ------------------------------------ | ------------------------------------ | ------------------------------------ | ------------------------------------ |
| 1                       | 1,000                                | 2,414                                | 3,078                                | 6,314                                | 12,706                               | 31,821                               | 63,657                               | 318,309                              |
| 2                       | 0,816                                | 1,604                                | 1,886                                | 2,920                                | 4,303                                | 6,965                                | 9,925                                | 22,327                               |
| 3                       | 0,765                                | 1,423                                | 1,638                                | 2,353                                | 3,182                                | 4,541                                | 5,841                                | 10,215                               |
| 4                       | 0,741                                | 1,344                                | 1,533                                | 2,132                                | 2,776                                | 3,747                                | 4,604                                | 7,173                                |
| 5                       | 0,727                                | 1,301                                | 1,476                                | 2,015                                | 2,571                                | 3,365                                | 4,032                                | 5,893                                |
| 6                       | 0,718                                | 1,273                                | 1,440                                | 1,943                                | 2,447                                | 3,143                                | 3,707                                | 5,208                                |
| 7                       | 0,711                                | 1,254                                | 1,415                                | 1,895                                | 2,365                                | 2,998                                | 3,499                                | 4,785                                |
| 8                       | 0,706                                | 1,240                                | 1,397                                | 1,860                                | 2,306                                | 2,896                                | 3,355                                | 4,501                                |
| 9                       | 0,703                                | 1,230                                | 1,383                                | 1,833                                | 2,262                                | 2,821                                | 3,250                                | 4,297                                |
| 10                      | 0,700                                | 1,221                                | 1,372                                | 1,812                                | 2,228                                | 2,764                                | 3,169                                | 4,144                                |
| 11                      | 0,697                                | 1,214                                | 1,363                                | 1,796                                | 2,201                                | 2,718                                | 3,106                                | 4,025                                |
| 12                      | 0,695                                | 1,209                                | 1,356                                | 1,782                                | 2,179                                | 2,681                                | 3,055                                | 3,930                                |
| 13                      | 0,694                                | 1,204                                | 1,350                                | 1,771                                | 2,160                                | 2,650                                | 3,012                                | 3,852                                |
| 14                      | 0,692                                | 1,200                                | 1,345                                | 1,761                                | 2,145                                | 2,624                                | 2,977                                | 3,787                                |
| 15                      | 0,691                                | 1,197                                | 1,341                                | 1,753                                | 2,131                                | 2,602                                | 2,947                                | 3,733                                |
| 16                      | 0,690                                | 1,194                                | 1,337                                | 1,746                                | 2,120                                | 2,583                                | 2,921                                | 3,686                                |
| 17                      | 0,689                                | 1,191                                | 1,333                                | 1,740                                | 2,110                                | 2,567                                | 2,898                                | 3,646                                |
| 18                      | 0,688                                | 1,189                                | 1,330                                | 1,734                                | 2,101                                | 2,552                                | 2,878                                | 3,610                                |
| 19                      | 0,688                                | 1,187                                | 1,328                                | 1,729                                | 2,093                                | 2,539                                | 2,861                                | 3,579                                |
| 20                      | 0,687                                | 1,185                                | 1,325                                | 1,725                                | 2,086                                | 2,528                                | 2,845                                | 3,552                                |
| 21                      | 0,686                                | 1,183                                | 1,323                                | 1,721                                | 2,080                                | 2,518                                | 2,831                                | 3,527                                |
| 22                      | 0,686                                | 1,182                                | 1,321                                | 1,717                                | 2,074                                | 2,508                                | 2,819                                | 3,505                                |
| 23                      | 0,685                                | 1,180                                | 1,319                                | 1,714                                | 2,069                                | 2,500                                | 2,807                                | 3,485                                |
| 24                      | 0,685                                | 1,179                                | 1,318                                | 1,711                                | 2,064                                | 2,492                                | 2,797                                | 3,467                                |
| 25                      | 0,684                                | 1,178                                | 1,316                                | 1,708                                | 2,060                                | 2,485                                | 2,787                                | 3,450                                |
| 26                      | 0,684                                | 1,177                                | 1,315                                | 1,706                                | 2,056                                | 2,479                                | 2,779                                | 3,435                                |
| 27                      | 0,684                                | 1,176                                | 1,314                                | 1,703                                | 2,052                                | 2,473                                | 2,771                                | 3,421                                |
| 28                      | 0,683                                | 1,175                                | 1,313                                | 1,701                                | 2,048                                | 2,467                                | 2,763                                | 3,408                                |
| 29                      | 0,683                                | 1,174                                | 1,311                                | 1,699                                | 2,045                                | 2,462                                | 2,756                                | 3,396                                |
| 30                      | 0,683                                | 1,173                                | 1,310                                | 1,697                                | 2,042                                | 2,457                                | 2,750                                | 3,385                                |
|                         |                                      |                                      |                                      |                                      |                                      |                                      |                                      |                                      |
| 40                      | 0,681                                | 1,167                                | 1,303                                | 1,684                                | 2,021                                | 2,423                                | 2,704                                | 3,307                                |
| 50                      | 0,679                                | 1,164                                | 1,299                                | 1,676                                | 2,009                                | 2,403                                | 2,678                                | 3,261                                |
| 60                      | 0,679                                | 1,162                                | 1,296                                | 1,671                                | 2,000                                | 2,390                                | 2,660                                | 3,232                                |
| 70                      | 0,678                                | 1,160                                | 1,294                                | 1,667                                | 1,994                                | 2,381                                | 2,648                                | 3,211                                |
| 80                      | 0,678                                | 1,159                                | 1,292                                | 1,664                                | 1,990                                | 2,374                                | 2,639                                | 3,195                                |
| 90                      | 0,677                                | 1,158                                | 1,291                                | 1,662                                | 1,987                                | 2,368                                | 2,632                                | 3,183                                |
| 100                     | 0,677                                | 1,157                                | 1,290                                | 1,660                                | 1,984                                | 2,364                                | 2,626                                | 3,174                                |
|                         |                                      |                                      |                                      |                                      |                                      |                                      |                                      |                                      |
| 200                     | 0,676                                | 1,154                                | 1,286                                | 1,653                                | 1,972                                | 2,345                                | 2,601                                | 3,131                                |
| 300                     | 0,675                                | 1,153                                | 1,284                                | 1,650                                | 1,968                                | 2,339                                | 2,592                                | 3,118                                |
| 400                     | 0,675                                | 1,152                                | 1,284                                | 1,649                                | 1,966                                | 2,336                                | 2,588                                | 3,111                                |
| 500                     | 0,675                                | 1,152                                | 1,283                                | 1,648                                | 1,965                                | 2,334                                | 2,586                                | 3,107                                |
|                         |                                      |                                      |                                      |                                      |                                      |                                      |                                      |                                      |
| {\displaystyle \infty } | 0,674                                | 1,150                                | 1,282                                | 1,645                                | 1,960                                | 2,326                                | 2,576                                | 3,090                                |